# Sascha Henrix
Sascha Henrix (* 22. März 1973 in Düren) ist ein ehemaliger deutscher Radrennfahrer.
1991 wurde Sascha Henrix Vize-Weltmeister der Junioren in der Mannschaftsverfolgung, gemeinsam mit Jörg Wohllaub, Danilo Hondo und Olaf Pollack. Im selben Jahr belegte er bei den deutschen Straßenmeisterschaften den zweiten Platz im Straßenrennen der Junioren. Als Amateur startete er für den Verein RC Olympia Dortmund.
Von 1996 bis 2003 fuhr Henrix für verschiedene Profi-Mannschaften. 1997 und 1998 startete er bei UCI-Straßen-Weltmeisterschaften. 1998 wurde er zudem Vierter der deutschen Straßenmeisterschaft, im selben Jahr gewann er Köln–Schuld–Frechen. Zudem entschied er mehrere Etappen bei deutschen Rundfahrten für sich. Er startete bei acht Sechstagerennen.

## Erfolge
1991
- Junioren-Weltmeisterschaft – Mannschaftsverfolgung (mit Jörg Wohllaub, Danilo Hondo und Olaf Pollack)

1997
- eine Etappe Rheinland-Pfalz-Rundfahrt

1998
- Köln-Schuld-Frechen
- eine Etappe Rheinland-Pfalz-Rundfahrt
- eine Etappe Sachsen-Tour
- eine Etappe Hessen-Rundfahrt

## Teams
- 1996 Team Continentale
- 1997 Team Cologne
- 1998 Team Gerolsteiner (Team Cologne)
- 1999 Team Gerolsteiner
- 2000 Team Festina
- 2001 Team Coast
- 2002 Team Coast
- 2003 Team Comnet-Senges (ab 20.04.)